# Neutropenie
Die Neutropenie (synonym sind Neutrozytopenie und Granulozytopenie) beschreibt die Verminderung der neutrophilen Granulozyten im Blut. Sie ist die häufigste Form der Leukopenie, also der Abnahme der Zahl der weißen Blutkörperchen (Leukozyten).
Die Anzahl neutrophiler Granulozyten im Blut eines gesunden Menschen ist variabel und liegt zwischen 1.800 und ca. 8.000 Zellen pro Mikroliter. Bei einem Absinken neutrophiler Granulozyten bis 1.000 pro Mikroliter spricht man von einer leichten Form der Neutropenie, bei 500 bis 1.000 neutrophilen Granulozyten pro Mikroliter von einer moderaten Form und bei einer Neutrophilenzahl von unter 500 pro Mikroliter von einer schweren Form der Neutropenie.
Eine fiebrige Neutropenie liegt bei zusätzlich länger als eine Stunde anhaltendem Fieber über 38 °C oder einmaligem Fieber über 38,5 °C vor.
Neutrophile Granulozyten sind für die Abwehr von Infektionen wichtig und Teil des unspezifischen Abwehrsystems des Körpers. Daher kommt es bei Patienten mit einer Neutropenie leicht zu Infektionen. Die schwerste Form der Neutropenie ist die Agranulozytose.

## Pathogenese und assoziierte Erkrankungen

### Verminderte Bildung der Granulozyten
Eine Knochenmarksschädigung ist die wichtigste Ursache für Bildungsstörungen. Mögliche Auslöser sind dabei Arzneimittel (Nebenwirkung von Diuretika, Sulfonamiden,  Griseofulvin, Chloramphenicol und anderen Antibiotika, außerdem Chemotherapeutika) sowie giftige Chemikalien und Pflanzen.
Auch infektiöse (Parvoviren, Panleukopenie, das Katzen-Leukämievirus, Ehrlichia) oder neoplastische (z. B. bei Leukämien, Myelofibrose) oder immunbedingte Knochenmarksschädigungen können die Ursache sein. Nach Stammzelltransplantationen kommt es in der frühen Posttransplantationsphase (vor der mittleren Posttransplantationsphase) zu einer Neutropenie.
Durch die Erniedrigung der Zahl der neutrophilen Granulozyten wird eine vorübergehende Unterdrückung des Immunsystems hervorgerufen. Ausmaß und Dauer der Neutropenie und somit das Risiko von Infektionen hängen auch von der Art der Schädigung ab.

### Erhöhter Verbrauch der Granulozyten
Neutrophile werden in akuten Entzündungen in großem Umfang verbraucht. Wenn der Bedarf dabei die Bildungskapazität im Knochenmark übersteigt, kommt es zu einer Abnahme der Zellzahl im Blut. Dabei kann gleichzeitig eine Linksverschiebung auftreten, weil nur noch unreife Neutrophile und Metamyelozyten (Vorläuferzellen der Neutrophilen) freigesetzt werden.
Daher kommt eine Neutropenie vor allem in der akuten Phase sehr schwerer Allgemeinerkrankungen wie Sepsis, Peritonitis (Bauchfellentzündung), Metritis oder gangränoser Mastitis vor.

### Dysgranulopoese
Eine gestörte Bildung Neutrophiler (Dysgranulopoese) kann ebenfalls eine Neutropenie verursachen. Sie kann durch einen arretierten Entwicklungszyklus oder durch reduzierte Knochenmarksfreisetzung trotz ausreichender Bildung begründet sein. Mögliche Krankheitsursachen sind die Myelodysplasie, die akute myeloische Leukämie und virale Infektionen (AIDS, Immundefizienzsyndrom der Katzen, Katzenleukämie).

### Angeborene Neutropenie
Eine angeborene Neutropenie tritt beim Kostmann-Syndrom und der Glykogenose Typ 1b auf.

### Verstärkte Margination
Eine Verlagerung der Neutrophilen aus dem zirkulierenden Anteil in den sogenannten marginalen Neutrophilenpool (an die Endothelzellen kleiner Blutgefäße gebundene Neutrophile) kann eine akute, aber vorübergehende Neutropenie verursachen. Mögliche Auslöser sind Anaphylaxie oder Endotoxine. Meist ist diese Neutropenie aber bereits wieder zurückgebildet, bevor der Arzt oder Tierarzt aufgesucht wird.

## Therapie
Die Therapie richtet sich nach der Grunderkrankung. Symptomatisch werden Granulozyten-koloniestimulierende Faktoren G-CSF eingesetzt. G-CSF sind Wachstumsfaktoren für Granulozyten.
Unter Umständen ist eine Umkehrisolierung notwendig.
Eine fiebrige Neutropenie (s. o.) wird im Allgemeinen umgehend mit Antibiotika behandelt, wobei die Art der antibiotischen Therapie von einer Einstufung des Patienten in eine von drei Risikostufen abhängt.

### Allgemeine Maßnahmen
Die Entwicklung einer Neutropenie erfordert eine Reihe von vorbeugenden und behandelnden Maßnahmen. Es sollten allgemeine hygienische Vorkehrungen getroffen werden. Patienten mit lang anhaltender Neutropenie sollte nur mit Mund-Nasen-Schutz und desinfizierten Händen begegnet werden. Gegebenenfalls ist die isolierte Unterbringung in einem Einzelzimmer erforderlich.

### Einsatz von Wachstumsfaktoren
G-CSF ist ein spezifischer Wachstumsfaktor, der die Reifung neutrophiler Granulozyten anregt. Als Arzneistoff wird G-CSF rekombinant entweder aus E. coli (Filgrastim) oder aus Säugerzellen (CHO-Zellen, Lenograstim) hergestellt. Die Aminosäuresequenz von Filgrastim und Lenograstim ist identisch. Zusätzlich existiert G-CSF auch in PEGylierter Form (Pegfilgrastim).
G-CSF wird in der supportiven Krebstherapie eingesetzt, um neutropenische Infektionen zu vermeiden oder die Antibiotikatherapie im Falle einer schweren Infektion zu unterstützen. Die vier führenden Fachgesellschaften DGHO, NCCN, ASCO und EORTC empfehlen eine vorsorgliche, primärprophylaktische G-CSF-Behandlung, wenn das Risiko einer fieberhaften Neutropenie bei 20 Prozent liegt. G-CSF wird darüber hinaus gegeben, um Chemotherapien protokoll- und zeitgerecht verabreichen zu können. Ein in den Leitlinien skizzierter Algorithmus legt eine GCSF-Gabe in bestimmten Fällen (Komorbiditäten, schlechter Allgemeinzustand, weibliches Geschlecht) auch bei einem Risiko zwischen 10 und 20 Prozent nahe. Sekundärprophylaktisch wird der Einsatz von G-CSF in den folgenden Zyklen nach Auftreten von Fieber in der neutropenischen Phase des zuvor durchgeführten Chemotherapiezyklus empfohlen, wenn die Erhaltung der Dosisintensität sowie die zeitgerechte Gabe der Chemotherapie für den Behandlungserfolg entscheidend ist.
Je intensiver die verabreichte Chemotherapie ist, desto länger dauert die Phase der Neutropenie. Durch den Einsatz von Wachstumsfaktoren wie G-CSF wird die Zeit der Neutropenie um mehrere Tage verkürzt. Auch die Einhaltung der Abstände zwischen den Chemotherapiezyklen kann durch die vorbeugende Gabe von G-CSF positiv beeinflusst werden.